# Neomomonia rotunda
Neomomonia rotunda är en kvalsterart som beskrevs av Jürgen Schwoerbel 1984. Neomomonia rotunda ingår i släktet Neomomonia och familjen Momoniidae. Inga underarter finns listade i Catalogue of Life.